# Joseph Desha
Joseph Desha (sinh ngày 9 tháng 12 năm 1768 - mất ngày 11 tháng 10 năm 1842) là thành viên của Hạ viện Hoa Kỳ và là Thống đốc thứ 9 của bang Kentucky, Hoa Kỳ.
Khi ông hết hạn nhiệm kỳ thống đốc, Desha đã rút khỏi đời sống cộng đồng và chuyển về sinh sống tại trăng trại của ông ở Quận Harrison. Trong những năm cuối đời, Desha cùng vợ là Margaret đã chuyển đến sống ở Georgetown, Kentucky, nơi mà một trong những người con trai của ông sinh sống. Desha mất tại nhà riêng ở Georgetown, Kentucky vào ngày 11 tháng 10 năm 1842. Nhà nước đã xây dựng một tượng đài trên ngôi mộ của ông. Vào năm 1880, thi thể và tượng đài của ông đã được di chuyển đến Nghĩa trang Georgetown.